# Alluitsup Paa
Alluitsup Paa [ˈaɬːuˌit͡sup ˈpaː] (nach alter Rechtschreibung Agdluitsup Pâ; dänisch Sydprøven) ist eine grönländische Siedlung im Distrikt Nanortalik in der Kommune Kujalleq.

## Lage
Alltuitsup Paa liegt auf der Südspitze einer seenreichen kleinen Halbinsel, die Teil des Gebiets Tasikuluulik (Vatnahverfi) ist. Der Ort liegt am Eingang des Alluitsup Kangerlua, an dessen Küste auch Ammassivik und die verlassenen Orte Alluitsoq und Akuliaruseq liegen.

## Geschichte
Alluitsup Paa wurde 1832 als Udsted gegründet. Ein Teil des Ortes gehörte der dänischen Mission an, ein anderer Teil der Herrnhuter Brüdergemeine.
Im 19. Jahrhundert wirkte der Katechet Hanseeraq in Alluitsup Paa und zu seinen Ehren stellte man ein Denkmal auf.
Ab 1911 war Alluitsup Paa eine eigene Gemeinde im Kolonialdistrikt Julianehaab, der zahlreiche Wohnplätze angehörten: Alluitsoq, Nuugaarsuk, Ammassivik, Ilivermiut, Sarfaa, Akuliaruseq, Illorpaat, Ippik und Kanajormiut. Die Gemeinde war Teil des 3. Landesratswahlkreises Südgrönlands.
Wenige Meter nördlich des Ortes wurde 1910 die Fischereistation Qarsorsat errichtet. Qarsorsat hatte ein rund 150 m² großes Fischhaus und ein Wohnhaus für den Fischereileiter. Der Fachwerkbau hatte drei Zimmer und maß etwa 60 m². Es gab zudem einen Lagerschuppen, einen Köderschuppen und ein Petroleumshaus. Weitere Personen außer dem Fischereileiter lebten nicht in Qarsorsat und 1920 wurde der Ort als Teil von Alluitsup Paa gezählt.
1919 lebten ein Europäer und 216 Grönländer in Alluitsup Paa, darunter der dänische Fischereileiter von Qarsorsat, der Udstedsverwalter, ein Böttcher, eine Hebamme, ein Katechet, eine Leser, 32 Jäger und elf Fischer, die vom Fischfang und der Robbenjagd lebten. Im Ort gab es 30 grönländische Wohnhäuser, eine Wohnung für den Udstedsverwalter aus dem Jahr 1832, ein 1838 errichteter Proviantladen, eine Speckhaus mit Böttcherei von 1881, ein Pulverhaus und einen Ziegenstall. Die 1860 errichtete Kapelle maß 50 m² und hatte ein 21 m² großes Schulzimmer.
1926 wurde durch Pavia Høegh eine neue Kirche in Alluitsup Paa errichtet und die Kapelle wurde zur Schule umfunktioniert. 1930 bekam der Udstedsverwalter ein neues Wohnhaus und es wurde ein Laden errichtet. 1949 wurde eine Telestation gebaut. Die Fischhäuser in Alluitsup Paa maßen im Jahr 1952 183 m², aber 1956 wurde ein weiteres Gebäude zur Herstellung von Salzfisch errichtet. 1955 wurde eine Werkstatt und 1959 eine Krankenstation gebaut. 1961 wurden ein Wasserwerk und ein Badehaus errichtet. 1963 wurde eine neue Schule errichtet. Aus dem Jahr 1965 stammt eine Hebammenwohnung. 1966 gab es neben den Fischern und Jägern auch vier Schäferfamilien, die zusammen rund 110 Schafe besaßen. Im selben Jahr wurde eine Garnelen- und Fischfabrik in Alluitsup Paa gebaut, die jedoch schon 1969 nicht mehr genutzt wurde. 1968 wurde ein neuer Laden gebaut.
In der ersten Hälfte des 20. Jahrhunderts lebten noch um die 250 Personen in Alluitsup Paa, aber 1960 waren es bereits 418. 1970 war die Zahl auf 565 Personen angestiegen. Zu diesem Zeitpunkt rechnete man damit, dass der Ort weiter wachsen und zeitnah 800 bis 1000 Einwohner haben würde.
Von 1950 bis 2008 war Alluitsup Paa ein Teil der Gemeinde Nanortalik, seither gehört das Dorf zur Kommune Kujalleq.

## Wirtschaft
Die Bewohner von Alluitsup Paa leben hauptsächlich von Jagd und Fischfang und sind zudem in der Fischfabrik oder im Handwerksbereich tätig. Weitere Arbeitsmöglichkeiten bieten die Schule, der Laden, die Dorfverwaltung sowie Tätigkeiten in den Bereichen Dienstleistung und Tourismus. Die Fischfabrik war zwischenzeitlich wegen schlechtem Fang von Garnelen und Dorschen geschlossen, wurde aber 2014 wiedereröffnet. Vor allem Dorsch und Krabben werden verarbeitet. Der Tourismus spielt eine wesentliche Rolle in Alluitsup Paa. Es gibt unter anderem ein Hotel für Touristen, die die nahegelegene Thermalquelle auf Uunartoq besuchen wollen.

## Infrastruktur und Versorgung
Alluitsup Paa verfügt über drei Hafenanlagen. Die größte im Nordosten wird für Frachtschiffe und Fischerboote genutzt, während an den beiden kleinen im Süden Jollen anliegen. Der Heliport Alluitsup Paa verbindet den Ort per Luft mit der Umgebung. 2015 wurde zudem beschlossen, eine 600 m lange Schotterpiste für Flugzeuge anzulegen. Es gibt mehrere asphaltierte oder geschotterte Wege in Alluitsup Paa.
Das Kraftwerk befindet sich in der Dorfmitte. Es wird erwogen, den Ort mit umweltfreundlicheren Energiegewinnungsmethoden mit Strom zu versorgen, beispielsweise über das Wasserfallkraftwerk in Qorlortorsuaq oder über Wind- und Solarenergie. Der nahegelegene See Amitsussaq versorgt den Ort mit Trinkwasser, das im 1990 errichteten Wasserwerk aufbereitet wird. 2017 wurde das Wasserleitungsnetz in Alluitsup Paa vollständig ausgebaut.
Müll wird auf der Deponie im Westen deponiert und teilweise verbrannt. Abwasser wird ins Meer und in den Grund geleitet, da keine Kanalisation vorhanden ist.
Die Bewohner werden über eine Pilersuisoq-Filiale mit Waren versorgt.

## Bebauung
Die Kirche wurde 2012 eingeweiht, nachdem die alte Kirche inklusive Kapelle von 1926 am 31. Dezember 2008 durch eine Silvesterrakete in Brand gesetzt worden war. Dabei war auch die historische Orgel von 1847 zerstört worden.
Die Schule in Alluitsup Paa wurde 1957 errichtet und 2014 wegen Schimmelbefalls geschlossen und soll neugebaut werden. Der Unterricht wurde derweil in andere Gebäude verlagert. Die Schule unterrichtet nicht nur die Kinder aus Alluitsup Paa, sondern auch jene aus den Schäfersiedlungen in der Umgebung. Zur Schule gehört eine Sporthalle, die auch von Sportvereinen genutzt wird und als Jugendtreff fungiert. Neben einem Kindergarten gibt es auch ein 1982 errichtetes Altenheim.
Das Dorfbüro befindet sich seit 1966 in einem 1961 errichteten ehemaligen Wohngebäude. Das Servicegebäude beinhaltet eine Wäscherei, Sanitäreinrichtungen, eine Werkstatt und einen Versammlungsraum. Ein eigenes Versammlungsgebäude wurde nach einem Brand im Jahr 2016 wiederhergestellt.
Im Zentrum des Orts befindet sich die Feuerwehrstation mit einem Löschfahrzeug. Alluitsup Paa hat zudem eine Krankenstation. Es gibt einen Fußballplatz und vier Friedhöfe, von denen einer aktuell genutzt wird.

## Sport
Aus Alluitsup Paa stammt der 1950 gegründete Fußballverein Arssaĸ-50, der bis in die 1990er Jahre mehrfach an der Grönländischen Fußballmeisterschaft teilnahm.

## Söhne und Töchter
- Gerhardt Hansen (1865–?), Landesrat
- Morthen Poulsen (1895–?), Landesrat
- Sophus Hansen (1904–?), Kaufmann und Landesrat
- Jakob Nielsen (1910–1985), Landesrat
- Ferdinand Knudsen (1911–?), Kaufmann und Landesrat
- Robert Holmene (* 1969), Karikaturist und Künstler

## Bevölkerungsentwicklung
Alluitsup Paa ist verhältnismäßig groß. Ende der 1970er Jahre gehörte der Ort zusammen mit Kangerlussuaq zu den größten Dörfern Grönlands. Seitdem sinkt die Bevölkerungszahl jedoch stetig und hat sich seitdem etwa gedrittelt. Dennoch ist Alluitsup Paa auch heute noch das mit Abstand größte Dorf der Kommune.